# Wenceslao Segura González
Wenceslao Segura González (21 de septiembre de 1955 en Alcalá de los Gazules, España), físico, historiador e investigador español contemporáneo, radicado en Tarifa (Cádiz). 

## Biografía
Ha desarrollado su investigación histórica sobre la Edad Media del municipio de Tarifa, destacando sus trabajos sobre Guzmán el Bueno, la batalla del Salado que se desarrolló en Tarifa en el año 1340 o el inicio de la invasión islámica de España.
También ha publicado libros y artículos sobre las Edades Moderna y Contemporánea, donde destacan sus revelaciones sobre la II República.
En cuanto a sus trabajos científicos citar las investigaciones en el área de la Hemerología o ciencia de los calendarios, destacando sus estudios sobre la relación entre astronomía y calendarios. También es de reseñar su aportación al estudio de la inducción gravitatoria o gravitoelectromagnetismo y a la teoría de campo unificado relativista.
Ha fundado y dirigido varias publicaciones periódicas como las revistas de información general Baelo y Tarifa, la Voz de un Pueblo, el diario digital Tarifaaldía y las publicaciones de investigación Aljaranda y Al Qantir.
Destacar en la actividad de Wenceslao Segura su implicación en la vida cultural de Tarifa durante los últimos treinta años. Fruto de este trabajo ha sido la creación de varias entidades culturales, como las asociaciones Tingentera, Tarifa, la Voz de un Pueblo,  Mellaria y Proyecto TARIFA2010.
Entre sus últimas responsabilidades se encuentra la organización de los actos conmemorativos del XIII centenario del desembarco de Tarif ibn Mallik (Tarifa, julio de 710) y las Jornadas de Historia de Tarifa.
Ha sido Cronista Oficial de Tarifa, es Premio de Investigación de Temas Tarifeños y miembro del Instituto de Estudios Campogibraltareños. En el año 2012 el Ayuntamiento de Tarifa le otorgó el título de Hijo Adoptivo de la ciudad "por su labor altruista y continua dedicación al ámbito cultural de Tarifa, especialmente en el campo de la investigación histórica".
En el año 2016 le fue concedido el Premio Isidro de Peralta a la defensa del Patrimonio Cultural del municipio de Tarifa.

## Obra

### Libros
- Crónicas de Tarifa. 1950-1954. Tomos I y II, ISSN 2171-5858

- La conexión afín. Aplicación a la teoría clásica de campo, ISBN 978-84-606-7167-1

- Teoría de campo relativista, ISBN 978-84-617-1463-6

- Gravitoelectromagnetismo y principio de Mach, ISBN 978-84-616-3522-1

- Libro de Honor de Tarifa,  ISSN 2171-5858

- La reforma del calendario, ISBN 978-84-616-1729-6

- Guzmán el Bueno en la poesía española

- El castillo de Guzmán el Bueno, ISBN 978-84-605-6455-3

- El Castillo de Tarifa. Guía de visita

- The castle of Guzman the Good, ISBN 978-84-923890-1-8

- Guzmán el Bueno y la defensa de Tarifa

- Hemerología: la ciencia de los calendarios, ISBN 978-84-934263-1-6

- Los privilegios de Tarifa. Una población en la encrucijada de la Edad Media, ISBN 978-84-923890-7-0

- Nuestro calendario: una explicación científica, simple y completa del calendario lunisolar cristiano, ISBN 978-84-614-7306-9

- Tarifa en la II República, ISBN 978-84-923890-5-6

- Inicio de la invasión árabe de España. Colección documental, ISSN 2171-5858

- Tarifa monumental. Guía para visitar y comprender los monumentos de Tarifa
- Callejeros históricos de Tarifa,  ISSN 2171-5858

### Monografías
- “Las lápidas conmemorativas de Guzmán el Bueno”

- “Tarifa y el sitio de Algeciras de 1309”

- “La batalla del Salado (año 1340)”

- “La batalla naval de Guadalmesí (año 1342)”

- “La construcción del Liceo Tarifeño (1870-1875)”

- “Guzmán el Bueno, ¿leonés o sevillano?”

- “Guzmán el Bueno en las crónicas de los reyes”

- “Guzmán el Bueno: colección documental”

- “El desarrollo de la batalla del Salado”

- “La muerte de Guzmán el Bueno”

### Obras colectivas
- "Tarifa en la Edad Media", ISBN 978-84-930205-9-0

- " XIII centenario del desembarco de Tarif ibn Mallik (Tarifa, julio de 710)", ISSN 2171-5858
- "Tarifa medieval. Episodios", ISSN 2171-5858

### Obras como editor
- "Tarifa, monografía de Domingo Sánchez del Arco", ISSN 2171-5858
- "La defensa de Tarifa durante la Guerra de la Independencia", ISSN 2171-5858